# Volby do Zastupitelstva hlavního města Prahy 2002
Volby do Zastupitelstva hlavního města Prahy 2002 proběhly v rámci voleb do zastupitelstev obcí České republiky ve dnech 1. a 2. listopadu. Do zastupitelstva bylo voleno bylo celkem 70 zastupitelů, vítězem voleb se stala Občanská demokratická strana. Voleb se zúčastnilo 35,29 % oprávněných voličů.
Území města bylo na základě usnesení Zastupitelstva hlavního města Prahy č. 42/02 rozděleno na pět čtrnáctimandátových volebních obvodů: 
- I. – městské části Praha 1, Praha 2, Praha 6, Praha 7, Praha-Troja, Praha-Lysolaje, Praha-Nebušice, Praha-Přední Kopanina, Praha-Suchdol
- II. – městské části Praha 5, Praha 12, Praha 13, Praha 16, Praha 17, Praha-Slivenec, Praha-Libuš, Praha-Řeporyje, Praha-Lipence, Praha-Lochkov, Praha-Velká Chuchle, Praha-Zbraslav, Praha-Zličín
- III. – městské části Praha 4, Praha 11, Praha-Kunratice, Praha-Křeslice, Praha-Šeberov, Praha-Újezd
- IV. – městské části Praha 3, Praha 10, Praha 15, Praha 22, Praha-Dolní Měcholupy, Praha-Dubeč, Praha-Petrovice, Praha-Štěrboholy, Praha-Benice, Praha-Kolovraty, Praha-Královice, Praha-Nedvězí
- V. – městské části Praha 8, Praha 9, Praha 14, Praha 18, Praha 19, Praha 20, Praha 21, Praha-Březiněves, Praha-Dolní Chabry, Praha-Ďáblice, Praha-Dolní Počernice, Praha-Čakovice, Praha-Satalice, Praha-Vinoř, Praha-Běchovice, Praha-Klánovice, Praha-Koloděje

## Výsledky hlasování
|                                                               |                    |          |             |     |  |  |  |
| Strana                                                        | Počet hlasů (abs.) | %        | Zastupitelé | +/- |  |  |  |
| Občanská demokratická strana                                  | 1 592 119          | 35,54 %  | 30          | +9  |  |  |  |
| Sdružení ED, NK                                               | 822 894            | 18,37 %  | 15          | -   |  |  |  |
| Česká strana sociálně demokratická                            | 656 936            | 14,66 %  | 12          | +2  |  |  |  |
| Komunistická strana Čech a Moravy                             | 485 322            | 10,83 %  | 8           | 0   |  |  |  |
| Unie svobody - Demokratická unie                              | 252 540            | 5,64 %   | 2           | -   |  |  |  |
| Sdružení SNK, SZ, SOS                                         | 225 530            | 5,03 %   | 2           | -   |  |  |  |
| Křesťanská a demokratická unie - Československá strana lidová | 204 453            | 4,56 %   | 1           | -   |  |  |  |
| Nezávislí pro Prahu                                           | 139 442            | 3,11 %   | 0           | -   |  |  |  |
| ostatní celkem                                                |                    |          | 0           | -   |  |  |  |
| celkem                                                        | 4 479 957          | 100,00 % | 70          |     |  |  |  |